# Купстас, Антон Сигизмундович
Антон Сигизмундович Купстас (лит. Antanas Kupstas, 1881 — июнь 1963 ?) — крестьянин, депутат Государственной думы II созыва от Ковенской губернии.

## Биография
Литовец по национальности, католик по вероисповеданию. Крестьянин деревни Плуки Пневской волости Поневежского уезда Ковенской губернии. Проучился 3 класса в Поневежском реальном училище. Состоял в Литовской социал-демократической партии. Занимался земледелием на 28 десятинах собственной земли.

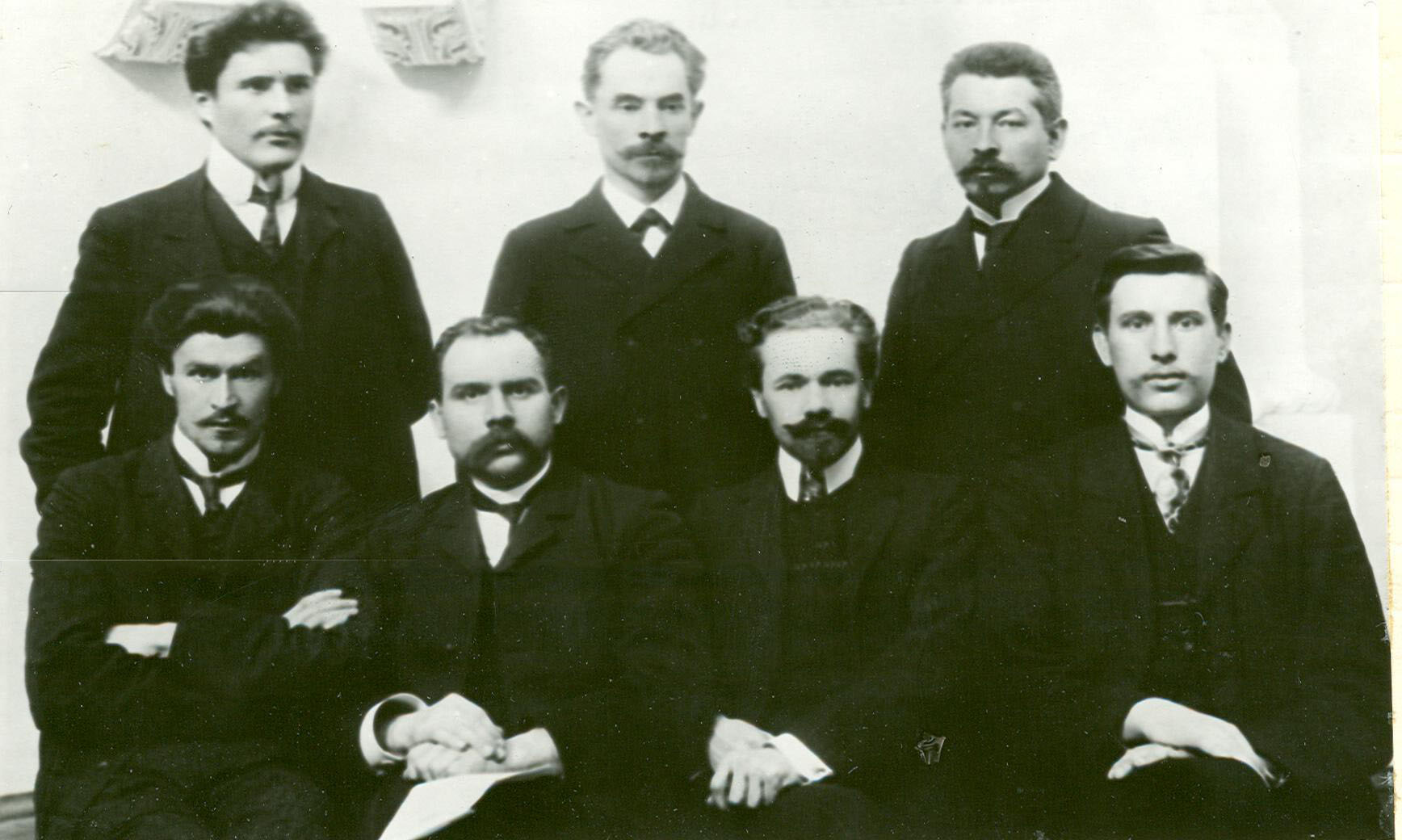
Депутаты Государственной думы II созыва, литовцы, 1907. А. С. Купстас сидит 1-й справа.

6 февраля 1907 года избран в Государственную думу II созыва от общего состава выборщиков Ковенского губернского избирательного собрания. 12 февраля 1907 года при отъезде из Поневежа в Санкт-Петербург произнёс антиправительственную речь, за это в марте 1907 был привлечён к судебной ответственности. Примыкал к Социал-демократической фракции, вошёл в состав Литовской группы в  группе Автономистов. Поставил свою подпись под заявлением 5 членов Государственной Думы о поддержке теоретических взглядов и тактики Социал-демократической фракции после привлечения к уголовной ответственности 55 её членов.

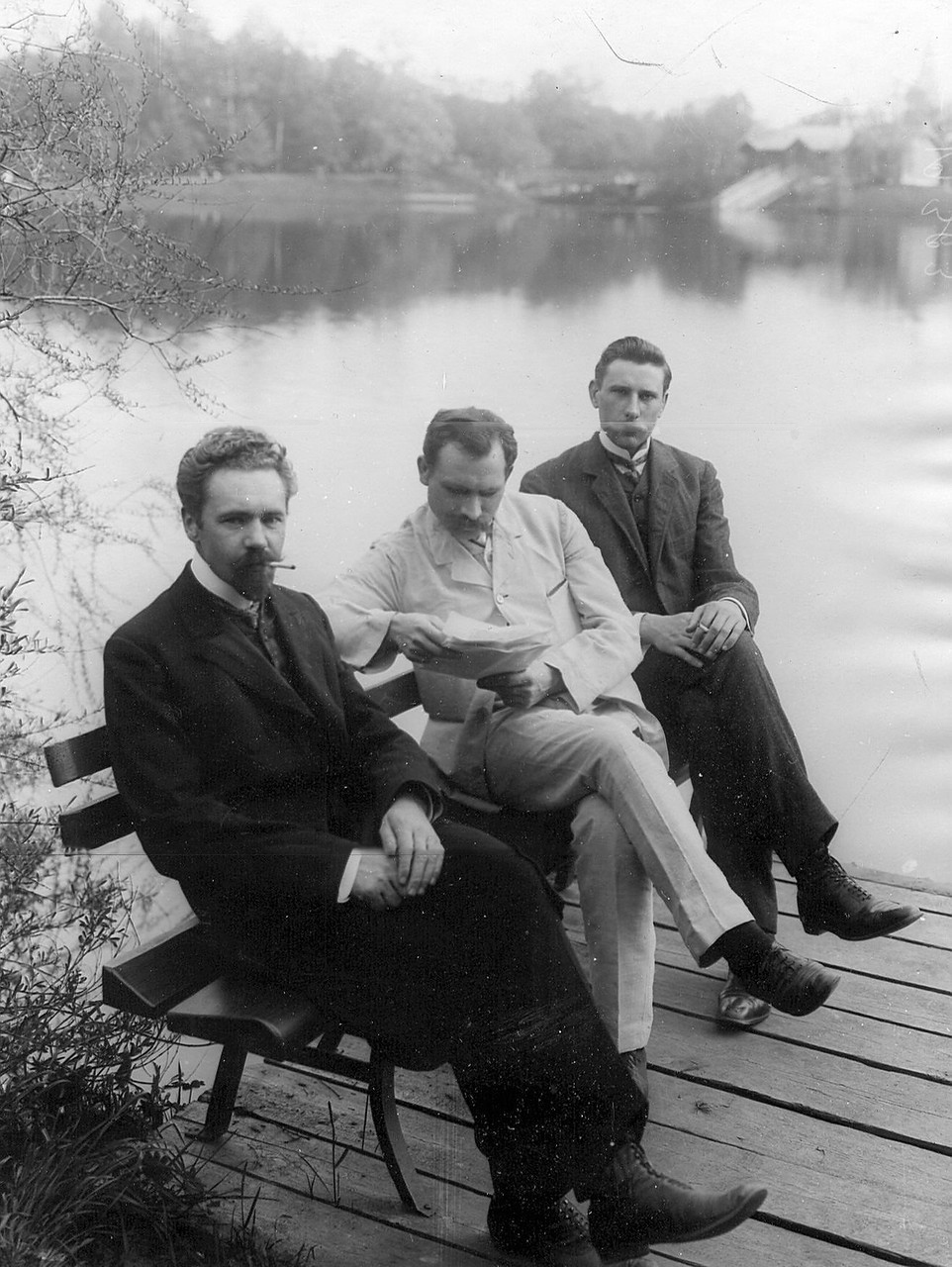
Депутаты-литовцы в Таврическом саду: В. А. Сташинский, А. А. Булат, А. С. Купстас.

Дальнейшая судьба и дата смерти неизвестна. Соответствие его полному тезке того же года рождения, скончавшемуся в штате Массачусетс в 1963 году, требует дополнительных подтверждений.